# Stella di classe F V

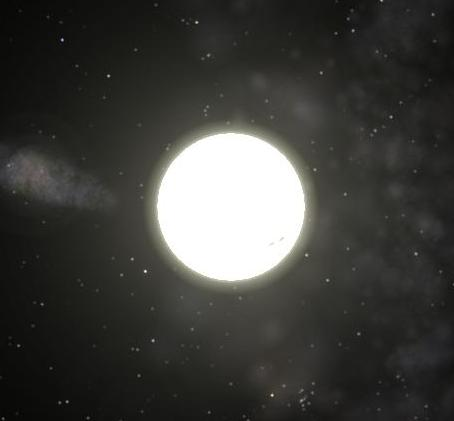
Procione A, una stella di classe F.

Una stella di classe F V (o stella F V o nana bianco-gialla) è una stella di sequenza principale (ovvero che nel proprio nucleo fonde l'idrogeno in elio) di classe spettrale F e classe di luminosità V (5 in numeri romani).
Tali stelle hanno una massa compresa tra 1,0 ed 1,4 M⊙, con temperature superficiali tra 6 000 e 7600 K.
Tra di esse si annovera un discreto numero di stelle, tra cui Procione A e Porrima A e B, che costituirebbero il 3% delle stelle nella Via Lattea.

## Abitabilità di un sistema planetario attorno a una stella F
Per molto tempo questa classe di stelle non ha destato interesse nella ricerca di esopianeti a causa delle radiazioni ultraviolette, emesse con maggiore intensità rispetto al Sole. Intensità ritenuta troppo alta per permettere lo sviluppo della vita. Le opinioni, però, sono cambiate in seguito a degli studi da parte di Manfred Cuntz, professore all'Università del Texas, e la sua dottoranda Satoko Sato. Secondo delle ricerche basate su stelle di classe F in diverse fasi evolutive, infatti, esse avrebbero una zona abitabile più ampia e le radiazioni ultraviolette potrebbero porre meno limiti di quanto ci si aspettasse. Da alcuni studi sugli effetti provocati si scaturisce che non infliggerebbero al DNA danni poi così gravi (tra le 2,5 e le 7,1 volte in più rispetto al Sole). In alcuni casi le stime erano anche simili alle intensità percepite sulla Terra e non è da escludere la possibilità di pianeti schermati da un'ozonosfera come il nostro. Queste intensità, inoltre, possono comunque non essere dannose nelle zone abitabili più periferiche. Questi fattori estendono il campo di ricerca esoplanetaria e aprono le porte verso nuovi studi.